# Diocesi di Tempsa
La diocesi di Tempsa (in latino Dioecesis Tempsana o Tempsanensis) è una sede soppressa della Chiesa cattolica in Italia.

## Storia
Tempsa (in greco: Θέμψη, in latino Tempsa) è il nome con cui nella tarda antichità e nell'alto medioevo era conosciuta la città di Temesa (in greco: Τεμέση o Τεμέσα), antica colonia greca della Calabria. Tempsa fu sede di una diocesi attestata dagli inizi del VI secolo fino agli ultimi decenni del VII secolo. Tre sono i vescovi attribuiti a questa antica sede dalle fonti coeve.
Il primo vescovo noto è Ilaro (spesso indicato nella letteratura come Ilario), che figura tra i vescovi che presero parte ai concili celebrati a Roma nei primi anni di pontificato di papa Simmaco. Il suo nome appare negli atti dei concili del 23 ottobre e del 6 novembre, che lo storico tedesco Theodor Mommsen assegna rispettivamente agli anni 501 e 502. Nel concilio del 23 ottobre, convocato dal re Teodorico e che riabilitò definitivamente papa Simmaco, il nome di Hilarus, episcopus ecclesiae Tempsanae si trova due volte tra le sottoscrizioni degli atti: al 15º posto tra Stefano di Napoli e Massimiliano di Perugia; e al 43º posto, tra Felice di Nepi e Innocenzo di Tiferno. Nel concilio del 6 novembre, convocato da papa Simmaco e durante il quale furono prese misure per salvaguardare i beni della Chiesa e proibire la loro alienazione, la firma del vescovo di Tempsa non si trova tra le sottoscrizioni degli atti conciliari. Tuttavia nella lista delle presenze, sono segnalati due vescovi di nome Hilarus al 36º e la 50º posto, ma senza indicazione della rispettiva sede di appartenenza; potrebbe trattarsi dello stesso vescovo di Tempsa.
Nel VII secolo le fonti storiche ricordano due vescovi di Tempsa. Il primo è Sergio, che prese parte al concilio lateranense celebrato nel mese di ottobre del 649, convocato da papa Martino I per discutere della dottrina teologica del monotelismo, che il concilio condannò come eresia. Nella prima sessione conciliare il nome di Sergius Tempsanense episcopus si trova al 5º posto, dopo quelli del vescovo Mauro di Cesena e dal presbitero Deusdedit, che rappresentavano il metropolita Mauro di Ravenna, e prima di Reparato di Monterano.
La questione monotelita fu nuovamente affrontata durante il concilio romano convocato da papa Agatone il 27 marzo 680, e durante il quale fu ribadita la condanna del monotelismo ed affermata la fede nella duplice volontà e nella duplice operatività in Cristo. La lettera sinodale fu sottoscritta da 125 vescovi, tra cui anche Abbondanzio di Tempsa, il cui nome è inserito al 21º posto tra Teodoro di Tropea e Giacinto di Sorrento. Abbondanzio fu scelto dal concilio romano per rappresentare le Chiese d'Occidente al concilio ecumenico di Costantinopoli che si aprì nella capitale imperiale il 7 novembre 680. Negli atti conciliari, Abbondanzio, legatus totius concilii sanctae sedis apostolicae urbis Romae, è indicato sia come vescovo di Tempsa, sia come vescovo di Paterno.
Oltre a questi tre vescovi, vengono attribuiti alla diocesi di Tempsa altri due vescovi, Maiorico e Stefano. Il primo fu destinatario di 2 lettere di papa Gelasio I (492-496) e fu coinvolto in alcune vicende che riguardavano le chiese di Squillace e di Vibona. Stefano ricevette due lettere di papa Gregorio I; nella prima (febbraio/aprile 599) fu incaricato di sorvegliare il trasporto delle travi di legno necessarie per le basiliche romane di San Pietro e di San Paolo; nella seconda (gennaio 603) fu nominato visitatore apostolico per alcune diocesi calabresi rimaste vacanti. 
Tuttavia le fonti coeve che documentano l'esistenza di questi due vescovi non indicano mai le loro rispettive sedi di appartenenza; la loro assegnazione alla diocesi di Tempsa è perciò solo ipotetica o plausibile, ma non certa.
In seguito non si hanno più notizie della diocesi di Tempsa. Louis Duchesne sostiene l'ipotesi secondo cui, di fronte alle incursioni longobarde o arabe, i vescovi fuggirono abbandonando il loro territorio. Quando questo fu riconquistato dai bizantini, furono costituite sul medesimo territorio due nuove diocesi, Nicastro e Amantea, che risulterebbero dunque eredi dell'antica Tempsa.

## Cronotassi dei vescovi
- Maiorico ? † (menzionato tra il 492 e il 496)
- Ilaro (Ilario ?) † (prima del 501 - dopo il 502)
- Stefano ? † (prima del 599 - dopo il 603)
- Sergio † (menzionato nel 649)[13]
- Abbondanzio † (prima del 680 - dopo il 681)[14]